# Mistrzostwa Świata Strongman 1995
Mistrzostwa Świata Strongman 1995 – doroczne, indywidualne zawody siłaczy.

## Rundy kwalifikacyjne
WYNIKI KWALIFIKACJI

Data: 1995

Do finału kwalifikuje się dwóch najlepszych zawodników z każdej grupy.
Grupa 1
| Miejsce | Zawodnik             | Kraj     | Punkty |
| ------- | -------------------- | -------- | ------ |
| 1.      | Magnús Ver Magnússon | Islandia | 12     |
| 1.      | Joe Onosai           | Samoa    | 12     |
| 3.      | Berend Veneberg      | Holandia | 9      |
| 4.      | Anton Boucher        | Namibia  | 7      |

Grupa 2
| Miejsce | Zawodnik      | Kraj              | Punkty |
| ------- | ------------- | ----------------- | ------ |
| 1.      | Gary Taylor   | Walia             | 12,5   |
| 2.      | Wayne Price   | Południowa Afryka | 11,5   |
| 3.      | Bernard Rolle | Bahamy            | 8,5    |
| 4.      | Stasys Mėčius | Litwa             | 7,5    |

Grupa 3
| Miejsce | Zawodnik          | Kraj              | Punkty |
| ------- | ----------------- | ----------------- | ------ |
| 1.      | Gerrit Badenhorst | Południowa Afryka | 15     |
| 2.      | Heinz Ollesch     | Niemcy            | 11     |
| 3.      | Bill Pittuck      | Anglia            | 7      |
| 4.      | Colin Cox         | Nowa Zelandia     | 7      |

Grupa 4
| Miejsce | Zawodnik           | Kraj              | Punkty |
| ------- | ------------------ | ----------------- | ------ |
| 1.      | Marko Varalahti    | Finlandia         | 14     |
| 2.      | Flemming Rasmussen | Dania             | 11     |
| 3.      | Forbes Cowan       | Szkocja           | 11     |
| 4.      | Curtis Leffler     | Stany Zjednoczone | 4      |

Grupa 5
| Miejsce | Zawodnik          | Kraj              | Punkty           |
| ------- | ----------------- | ----------------- | ---------------- |
| 1.      | Magnus Samuelsson | Szwecja           | 15               |
| 2.      | Phil Martin       | Stany Zjednoczone | 10               |
| 3.      | Nathan Jones      | Australia         | 6 (kontuzjowany) |
| 4.      | Torfi Ólafsson    | Islandia          | 2 (kontuzjowany) |

## Finał
FINAŁ - WYNIKI SZCZEGÓŁOWE
Data: 1995

Miejsce:  Bahamy
| Miejsce | Zawodnik             | Kraj              | Punkty |
| ------- | -------------------- | ----------------- | ------ |
| 1.      | Magnús Ver Magnússon | Islandia          | 71     |
| 2.      | Gerrit Badenhorst    | Południowa Afryka | 62,5   |
| 3.      | Marko Varalahti      | Finlandia         | 48,5   |
| 4.      | Heinz Ollesch        | Niemcy            | 46     |
| 5.      | Flemming Rasmussen   | Dania             | 42,5   |
| 6.      | Gary Taylor          | Walia             | 42     |
| 7.      | Phil Martin          | Stany Zjednoczone | 40     |
| 8.      | Wayne Price          | Południowa Afryka | 39,5   |
| 9.      | Joe Onosai           | Samoa             | 29,5   |
| 10.     | Magnus Samuelsson    | Szwecja           | 19,5   |